# Мурадян, Андраник Акопович
Андраник Акопович Мурадян (1911 — 5 ноября 1943) — участник Великой Отечественной войны. Герой Советского Союза, командир роты 177-го стрелкового полка 236-й стрелковой дивизии 46-й армии Степного фронта, лейтенант.

## Биография
Родился в 1911 году в посёлке Геленджик (ныне Краснодарский край), в семье рабочего. Армянин по национальности. После пяти лет обучения в армянской начальной школе города Новороссийска учился в школе ФЗУ. Затем работал литейщиком на заводе «Красный двигатель» и на вагоноремонтном заводе. С 1933 года являлся членом ВКП(б). В 1937 году принимает решение переехать в Ереван. В Армении стал работать формовщиком в литейном цехе машиностроительного завода имени Ф. Э. Дзержинского. Вскоре он стал одним из передовых рабочих завода.

### Великая Отечественная война
В 1941 году добровольцем ушёл на фронт. Пройдя ускоренные курсы младших лейтенантов, стал офицером. Будучи командиром стрелковой роты, воевал в составе 177-го стрелкового полка (236-я стрелковая дивизия, 46-я армия, Степной фронт).
26 сентября 1943 года с бойцами участвовал в форсировании Днепра. Лодка Мурадяна шла под шквальным огнём между лодками первого и второго взводов. Высадившись на берегу, рота под командованием лейтенанта вступила в бой. В результате в районе села Сошиновка Верхнеднепровского района Днепропетровской области был захвачен плацдарм. В течение трёхдневного боя рота Мурадяна, держа оборону, отразила одиннадцать атак, уничтожив более восьмидесяти солдат противника. Командир полка полковник Петрин, отмечая храбрость бойцов Мурадяна, записал в своём дневнике: «В этот день рота Андраника Мурадяна, воодушевлённая личным героизмом своего командира, отбила одиннадцать контратак врага».
4 октября 1943 года завязался новый бой, во время которого был ранен пулемётчик. Немцы, атаковав с флангов, пытались окружить роту. Создалось тяжёлое положение. Продолжая руководить боем, командир роты Мурадян кинулся к пулемёту, но был ранен. Преодолевая боль, он лёг за пулемёт и с открытой позиции длинными очередями обстреливал продвигавшихся вперёд немцев. Рота также атаковала врага с других участков. Немцы, потеряв около ста человек, отступили. В этот день Андраник Мурадян лично уничтожил около сорока немцев. Угроза была ликвидирована, плацдарм закреплён и расширен. 177-й стрелковый полк беспрепятственно форсировал Днепр.
Указом Президиума Верховного Совета СССР от 1 ноября 1943 года за мужество и героизм, проявленный во время форсирования Днепра, лейтенанту Мурадяну Андранику Акоповичу присвоено звание Героя Советского Союза.
Спустя некоторое время, после лечения в госпитале Андраник Мурадян вернулся на фронт в свою роту. 5 ноября 1943 года, спустя четыре дня после награждения высшей наградой СССР, он погиб на южной окраине станции Милорадовка Божедаровского района Днепропетровской области.

## Награды
- Герой Советского Союза;
- орден Ленина;
- медали.

## Память
- Рабочие ереванского завода имени Ф. Э. Дзержинского установили во дворе завода бюст Герою Советского Союза А. Мурадяну.
- Именем лейтенанта А. Мурадяна названа школа N5 города Геленджика.